# Farrea deanea
Farrea deanea är en svampdjursart som beskrevs av James Scott Bowerbank 1875. Farrea deanea ingår i släktet Farrea och familjen Farreidae.
Artens utbredningsområde är Karibiska havet. Inga underarter finns listade i Catalogue of Life.